# 오가와정 (이바라키현)
오가와정(小川町)은 이바라키현 히가시이바라키군에 설치되었던 정이다. 현재의 오미타마시에 해당한다.
2006년 3월 27일에 오가와정은 히가시이바라키군 미노리정, 니하리군 다마리촌과 합병해 오미타마시가 되었다.

## 개요
이바라키현의 거의 중앙에 위치하고 도쿄에서는 약 80㎞의 가스미가우라 연안에 있는 인구 약 2만 명 정도의 마을로, 현재는 오미타마시의 동남부 지역에 해당한다. 일찍이, 미토와 에도를 잇는 가스미가우라의 수운의 마을로서 번창했다. 쇼와 후기부터는 근대 농업을 주요 산업으로, 「오메 낫토」로 알려진 타카노푸드 본사 등의 기업을 가지고 주택지가 조화를 이루는 마을로, 주요 농산업은 이바라키현 지정 종목인 부추 외에 무, 우엉 등의 채소, 벼에서는 고시히카리를 중심으로 생산하고 과수원예도 번성했다. 또한 항공자위대의 햐쿠리 기지가 있는 곳으로도 알려져 있다.

## 지리
이바라키현의 거의 중앙부에 위치하고 가스미가우라의 다카하마이리 북쪽 강변으로 히가시이바라키군 최남단의 마을이었다.현재는 샤오미타마 시의 남동부 지역에 해당한다.북쪽은 미노사토 정, 동쪽은 호코다 정(현 호코다 시), 남쪽으로 다마조 정(현행 방시)과 다마사토 촌, 서쪽으로 이시오카 시가 접하고 있었다. 지세는 대체로 평탄하고 밭농사지와 평지림이 펼쳐진 상륙 대지가 대부분을 차지하고 있으며, 동이바라키 대지의 남단에 있으며 남동부는 행방 대지로 이어지고 있다.

## 역사
- 1889년 4월 1일 - 정촌제 시행으로 오가와정이 성립하였다.
- 1954년 12월 10일 - 오가와정, 시라카와촌 다치바나촌이 합병해 새로운 오가와정이 되었다.
- 2006년 3월 27일 - 미노리정, 다마리촌과 합병해 오미타마시가 되었다.

## 교통

### 도로
- 국도 제355호선